# Keillers park (film)
 Keillers park är en svensk dramafilm från 2006 i regi av Susanna Edwards. I rollerna ses bland andra Mårten Klingberg, Piotr Giro och Robert Jelinek.

## Om filmen
Inspelningen ägde rum under januari och februari 2005 i Uddevalla, Göteborg, Trollhättan och Vänersborg efter ett manus av Pia Gradvall. Filmen producerades av Christina Olofson, Solveig Nordlund och Anna Pettersson, fotades av Robert Nordström och klipptes av Rasmus Ohlander och Anders Refn. Den premiärvisades 29 januari 2006 på Göteborgs filmfestival och hade biopremiär 24 mars samma på flertalet biografer runt om i Sverige. Den utkom på DVD 22 november 2006 och visades av Sveriges Television 25 oktober 2010.

## Handling
Filmen handlar om en passionerad kärlekshistoria, som överbrygger sociala och kulturella gränser, men också om mänsklig intolerans.

## Rollista
- Mårten Klingberg – Peter
- Piotr Giro – Nassim
- Robert Jelinek – Kevin
- Gösta Bredefeldt – Bruno, Peters far
- Karin Bergquist – Maria
- Karin Sjöberg – Bettan
- Jan Holmquist – Staaf
- Tova Magnusson-Norling – Blom
- Christian Hollbrink – Jonas
- Jonatan Rodriguez	– Zaffa
- Polly Kisch – Yasna
- Mats Blomgren – Hasse
- Peter Eriksson – Janne
- Ia Langhammer – Rodite, Peters syster
- Lina Mattsson	– Rodites barn
- Cayenne Odelberg – Rodites barn
- Elisabeth Falk – präst
- Timo Nieminen – sjöman
- Carl Netterberg – vakt
- Josef Harringer – dörrvakt
- Göran Sjögren	– polis
- Ingvar Örner – advokat
- Ylva Gallon – sköterska
- Anders Lönnbro – fullgubbe
- Åsa-Lena Hjelm – fullgumma
- Jerker Fahlström – fullgubbe
- Per Johansson	– rådman
- Rasmus Lindgren – ingenjör
- Conny Hoberg – servitör
- Per Trollvik – personal Juris kontor
- Monica Gustavsson – personal Juris kontor
- David Björk – kyssande kille
- Johnny Johansson – kyssande kille
- Melker Sörensen – kille som ger blick
- Erik Lundin – nykter kille
- Mikaela Berner – full tjej
- Cliff Ottenberg – Milos
- Maria Zetter Johnsson	– kebabgumma

## Mottagande
Filmen fick ett blandat mottagande och har medelbetyget 2,9/5 på Kritiker.se, baserat på åtta recensioner. Högst betyg fick den av Helsingborgs Dagblad (4/5) och Moviezine (3,5/5) och lägst av Aftonbladet (2/5), Cinema (2/5), Göteborgs-Posten (2/5) och Svenska Dagbladet (2/6).